# Hammond Island
Hammond Island, von seinen Bewohnern Keriri genannt, ist eine kleine Insel im Süden des Archipels der Torres-Strait-Inseln. Sie liegt in der Untergruppe der Thursday-Inseln und ist von Thursday Island, der Hauptinsel in der Torres Strait, nur knapp einen Kilometer entfernt.
Die hügelige Insel ist etwa 6,2 Kilometer lang und bis zu 2,7 Kilometer breit und gehört mit 14,5 km² zur drittgrößten Insel ihrer Untergruppe. Kleinere Ansiedlungen finden sich an der Südostküste. 
Verwaltungstechnisch gehört Hammond Island zu den Inner Islands, der südlichsten Inselregion im Verwaltungsbezirk Torres Shire des australischen Bundesstaats Queensland.

## Bevölkerungsentwicklung
Zur Volkszählung 2016 lebten 268 Menschen auf der Insel, verglichen zu 225 Menschen im Jahre 2011. Die daraus resultierende Bevölkerungsdichte liegt bei 18 Einwohnern pro Quadratkilometern. Der Großteil der Inselbewohner mit etwa 93 % gehört zu der indigenen Bevölkerung, den sogenannten Torres-Strait-Islanders.
| Bevölkerungsentwicklung | Bevölkerungsentwicklung |
| Censusjahr              | Einwohnerzahl           |
| ----------------------- | ----------------------- |
| 2001                    | 209                     |
| 2006                    | 212                     |
| 2011                    | 225                     |
| 2016                    | 268                     |